# タンドリーチキン
タンドーリ・チキン（英語: Tandoori Chicken、タンドリー・チキンとも）とは、鶏肉をヨーグルトと各種の香辛料に漬け込み、「タンドール」と呼ばれる円筒形の土窯で焼いた料理。インド亜大陸が発祥の鶏肉料理である。

## 起源
タンドーリ・チキンに似た料理は、ハラッパン文明時代にも存在した可能性がある。デカン大学の副学長で考古学者のヴァサント・シンデ（Vasant Shinde）によれば、タンドーリ・チキンに似た料理の最古のものはハラッパン文明にあり、紀元前3000年にまで遡るという。シンデ率いる研究団は、パンジャーブ州で使われているタンドールに似た古代の窯をハラッパン遺跡で発見し、そこからは炭化した跡のある鶏の骨が発掘された。ハラッパンの家屋の中央には、柱がある鍵穴式の窯があり、これは肉を直火焼きにしたり、パンを焼くのに使われた。古代の文献、「スシュルータ・サミータ」（Sushruta Samhita）には、肉を黒ガラシの粉や香辛料に漬け込んだあとに、「カンドゥ」（窯）で調理した、との記録が残っている。アハメッド（Ahmed, 2014）は、ハラッパン文明における窯の構造は、パンジャーブ地方のタンドール窯と同様の方法で機能していた可能性を示唆している。
料理としてのタンドーリ・チキンの発祥の地は、インド分割独立前のパンジャーブ地方である。1940年代後半、ニューデリーのダリヤーガンジにて、クンダン・ラール・グージョラルとクンダン・ラール・ジャッギが普及させた。彼らは「モティ・マハール」の創業者でもある。モカ・スィン（Mokha Singh）は、インドのペシャワール地方でレストランを創立した。
アメリカ合衆国でタンドーリ・チキンがレストランの献立表に載るようになったのは1960年代からである。1962年、「ジャクリーン・ケネディ（Jacqueline Kennedy）がローマからボンベイへの飛行旅行の途中で、チキン・タンドーリを食べた」と報道された。
1963年、『ロス・アンジェレス・タイムス』（Los Angeles Times）に「パーティー・ディナー向けの斬新な発想を思考中の女主人」に向けてタンドーリ・チキンの調理法が掲載され、1964年にも同様の調理法が掲載された。

## 下ごしらえ

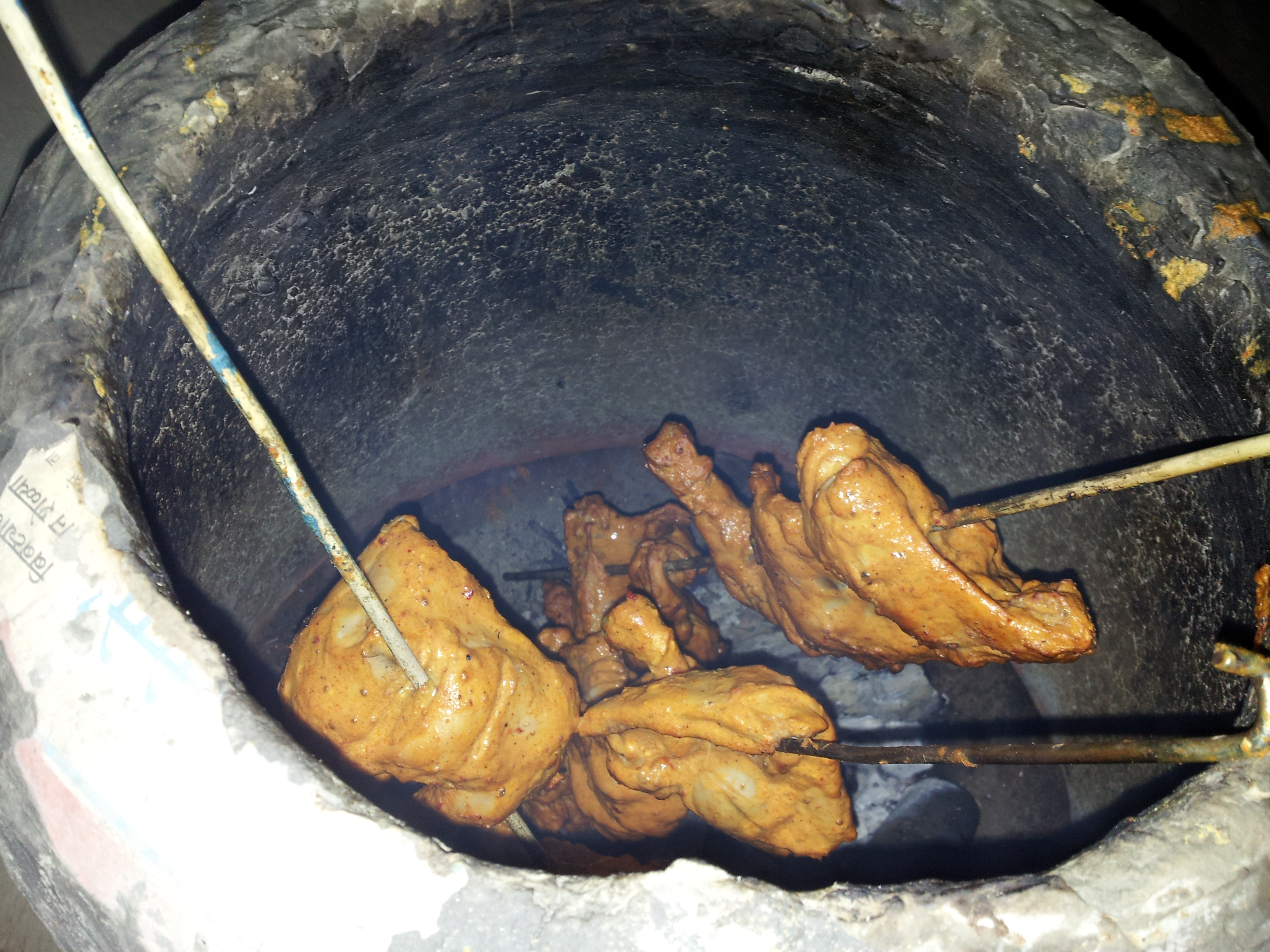
タンドール窯で調理中の様子

生の鶏肉を「ダヒ」（ヨーグルト）と「タンドーリ・マサラ」（複数の香辛料を混ぜ合わせたもの）の混合液に漬け込む。味付けは、カイエン・ペッパー、赤唐辛子の粉、カシミール・レッド・チリパウダー、ターメリック、着色料を用いる。鶏の皮を剥いでから漬け汁（マリネ）に漬け込み、その肉を串に刺し、炭や薪で熱したタンドール窯の内部で高温で調理することにより、煙による黒化の風味が加わる。串や回転式串焼き器（Rotisserie）、高温による炭火を利用した一般的な窯でも調理は可能である。
鶏を丸焼きにするタンドーリ・チキンもあり、これはタンドール窯で焼くものと炭火で焼くものとがある。「チルガ」（鶏一羽を直火焼きにしたもの）、「タンドーリ・モルク」（アーモンドを加えた直火焼きの鶏肉）、「モルク・カバーブ・スィーコ」（串焼きにした鶏肉詰め）、「クーカル・タンドーリ」（蒸し鶏の串焼き）、「タンドーリ・モルク・マッサリダーロ」（香辛料を効かせた鶏の串焼き）、「モルギー・ボーガル」（ボーガル流鶏肉）がある。

## 調理法
タンドーリ・チキンは、前菜はもちろん、主菜としても食べられるものであり、ナンを添える形で提供されることが多い。バターチキン・カレーのように、クリームを使ったカレールーの素地としても用いられる。ベンガル地方のルーイ・ポストで調理されたタンドーリ・チキンの亜種が、コラガート - コルカータ間にある地元の簡易食堂に登場している。タンドーリ・チキンは大英帝国から独立後のインド、ダリヤーガンジにある「モティ・マハール」にて、インドの初代首相、ジャワハルラール・ネルーに振る舞われたことで普及した。タンドーリ・チキンは、公式の宴会で提供される定番の料理となった。

タンドーリ・チキンの一例
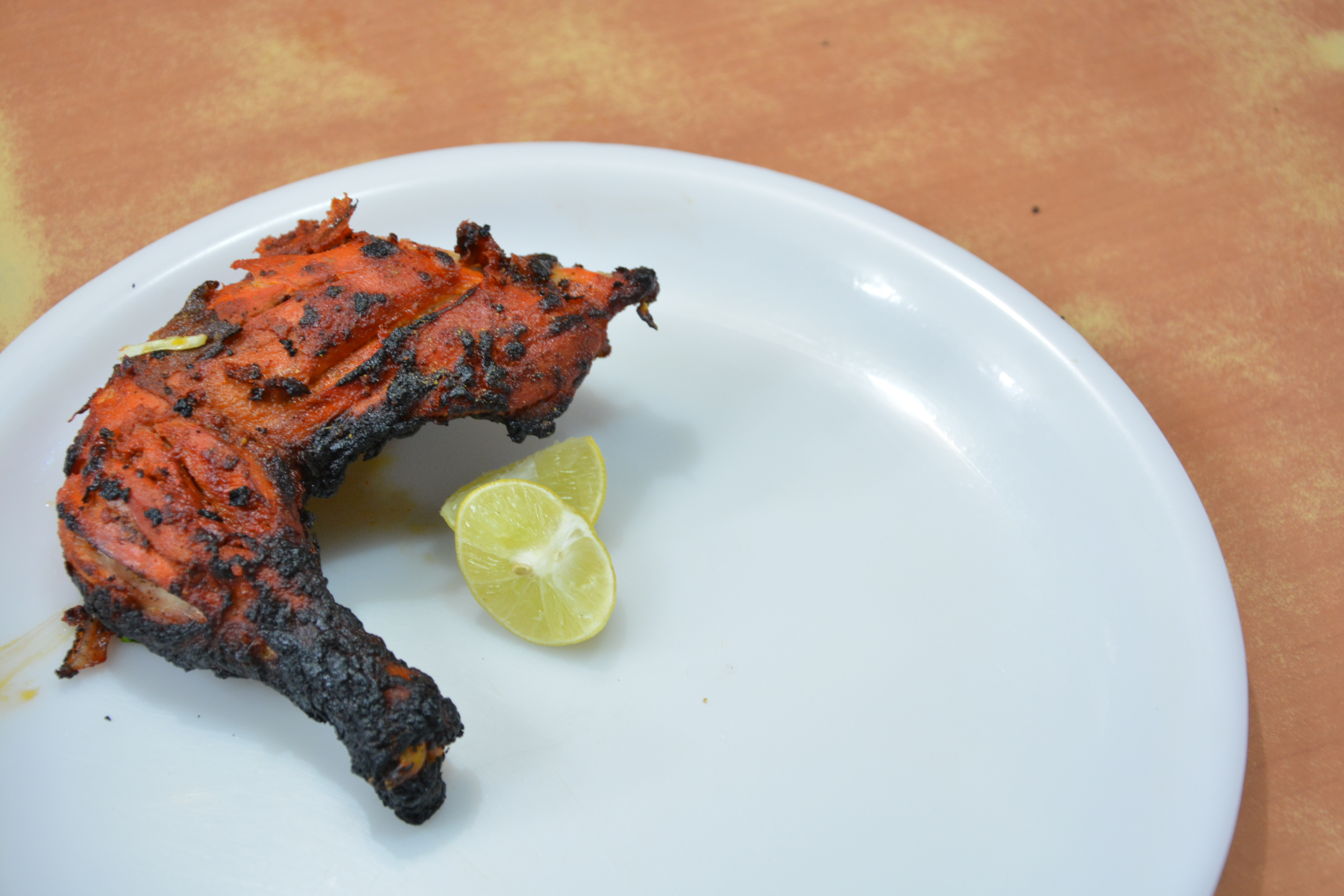
タンドーリ・チキンの一片
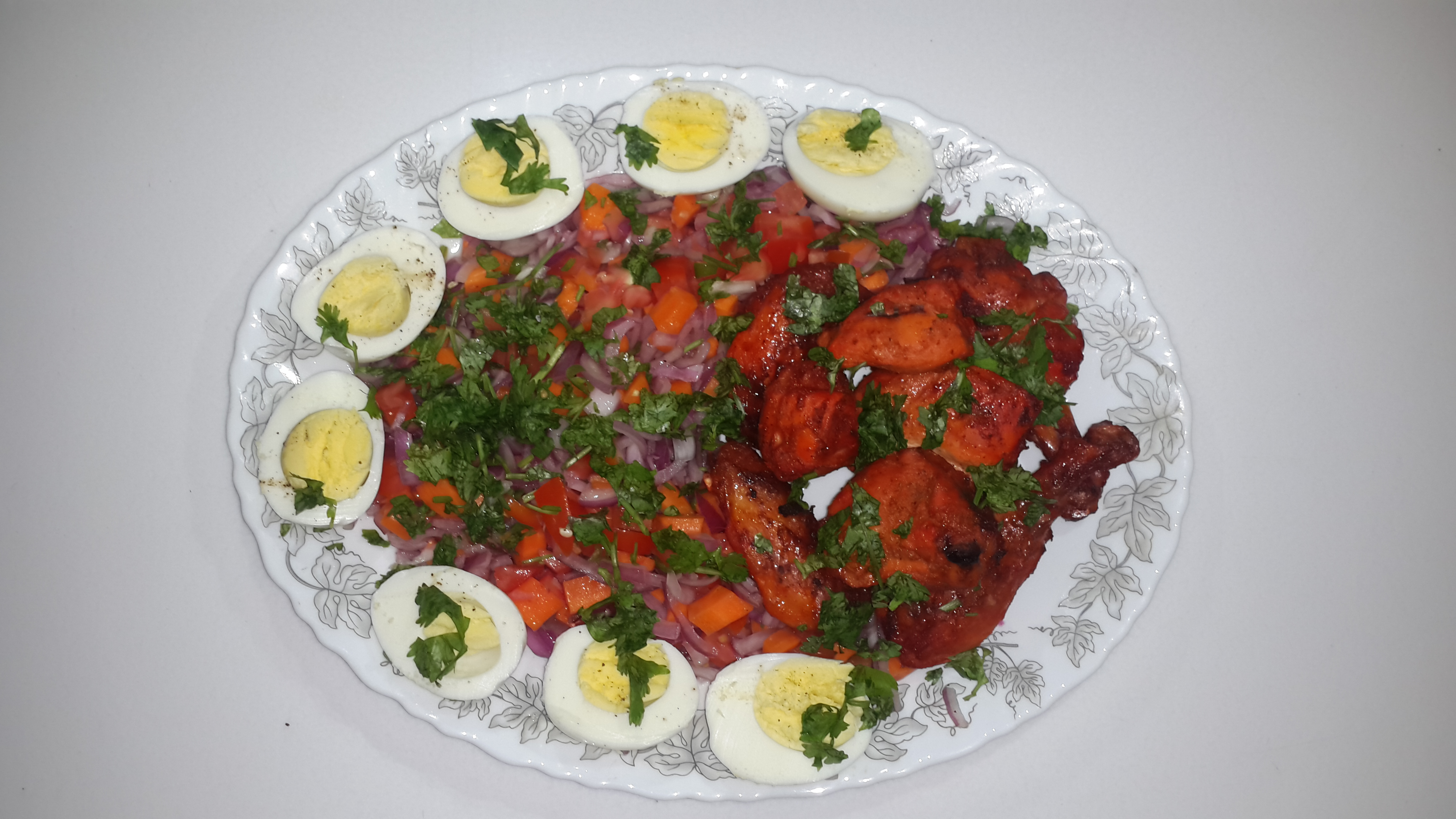
タンドーリ・チキン
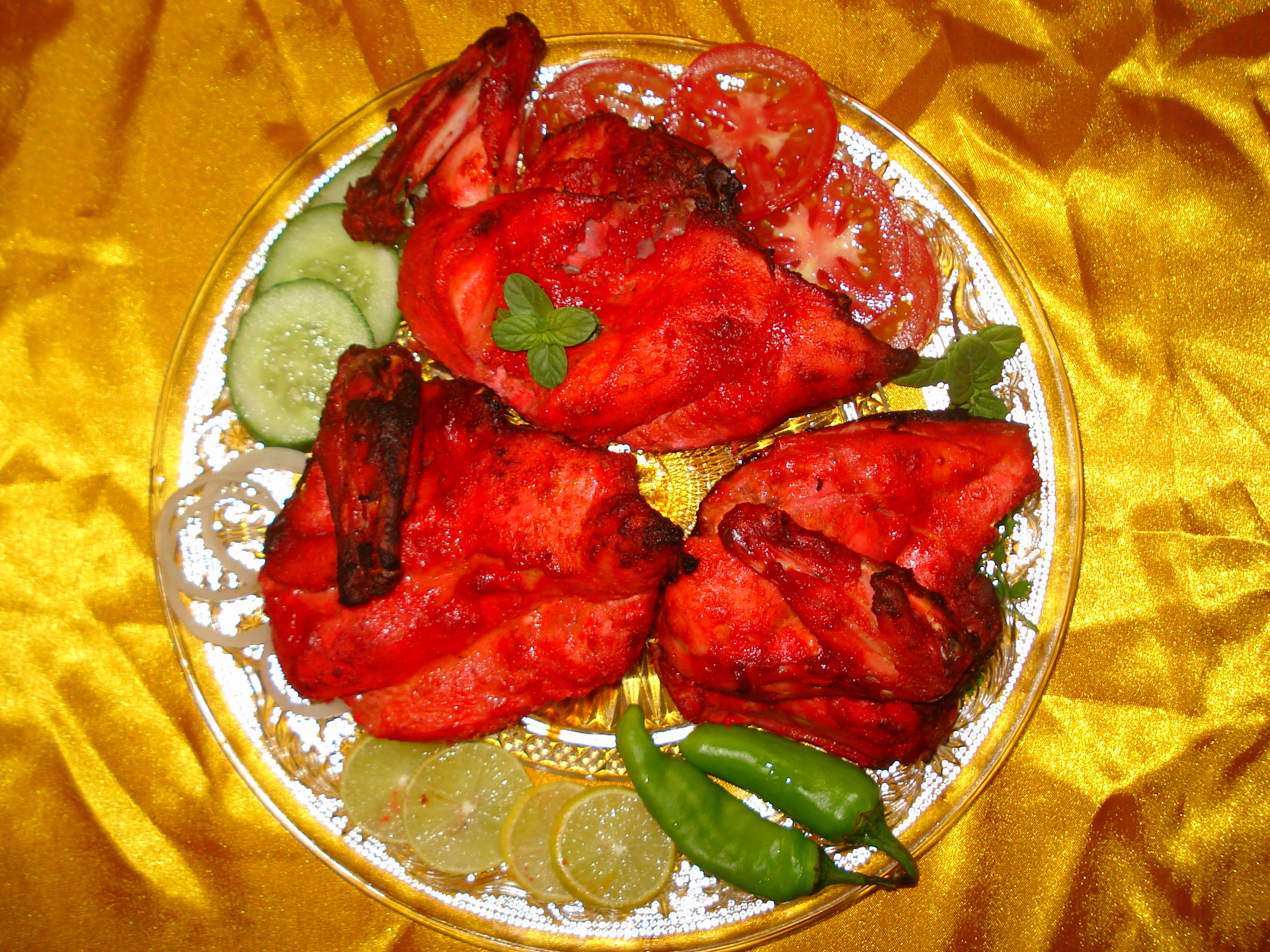
パンジャーブにあるレストランで提供されるタンドーリ・チキン
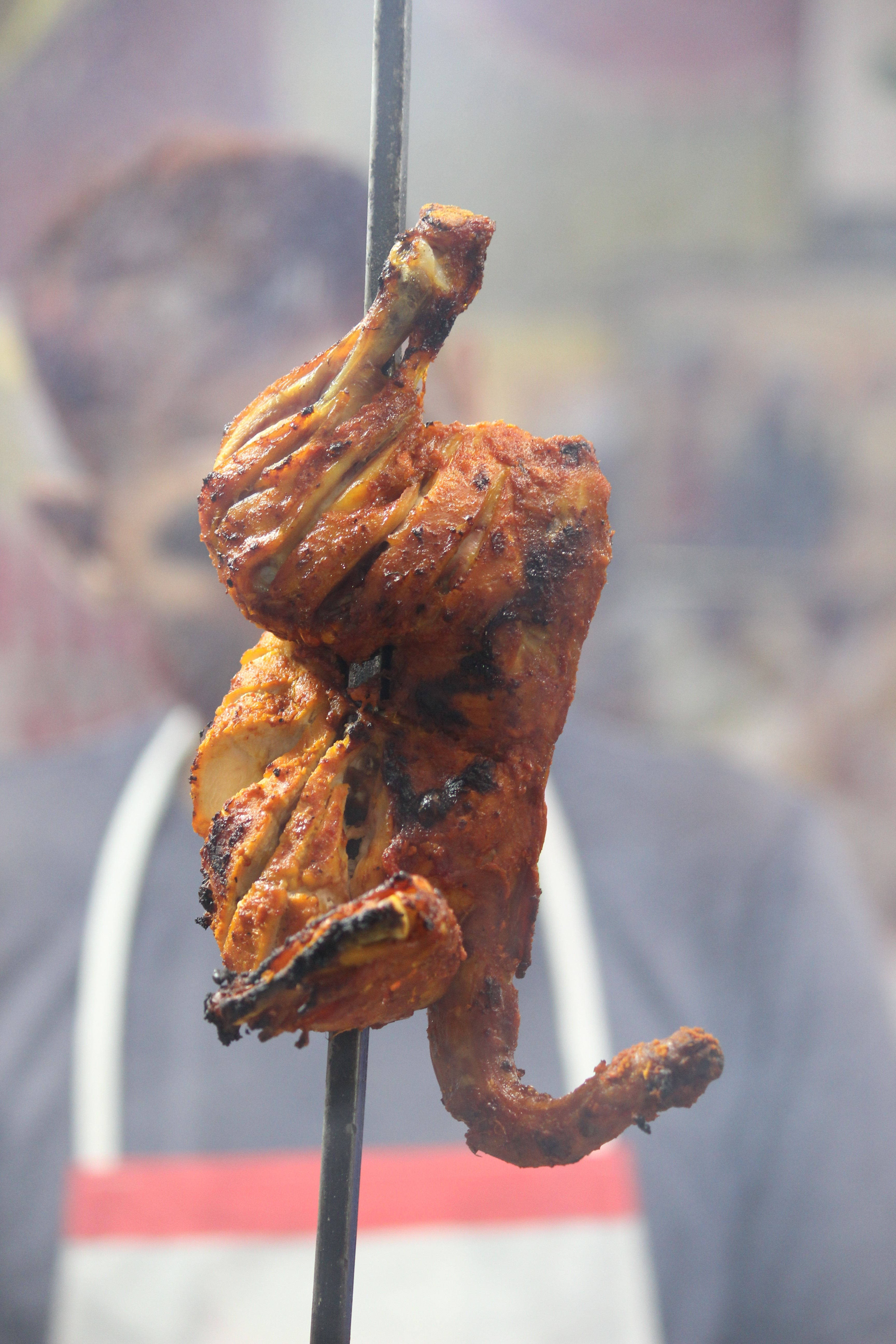
串に刺したタンドーリ・チキン
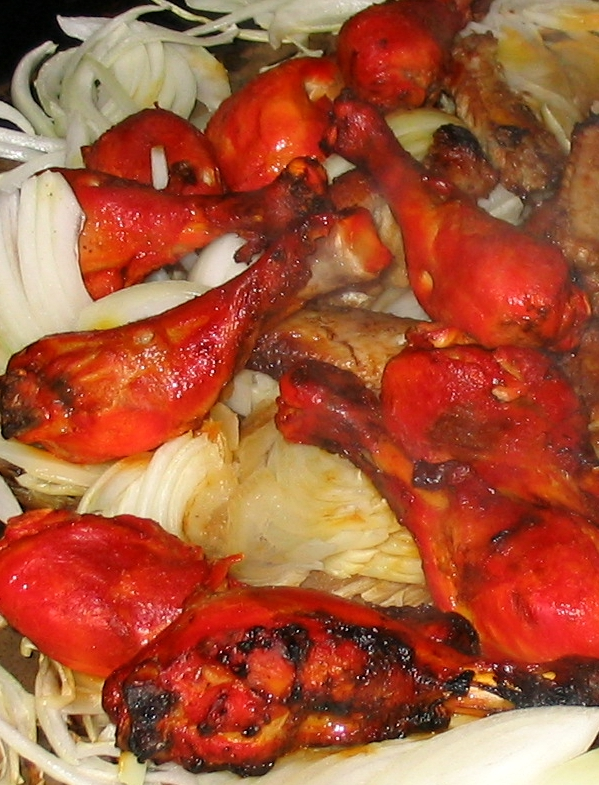
タンドーリ・チキン

## 派生料理
タンドーリ・チキンが有名になると、世界各地にあるインド料理店の献立表に見られるチキン・ティッカ（のちにイギリスで広まったチキン・ティッカ・マサラを含む）を始め、多くの派生料理ができた。それらの派生料理の多くは、いずれもヨーグルトと柑橘類を基礎としたマリネから調理する。

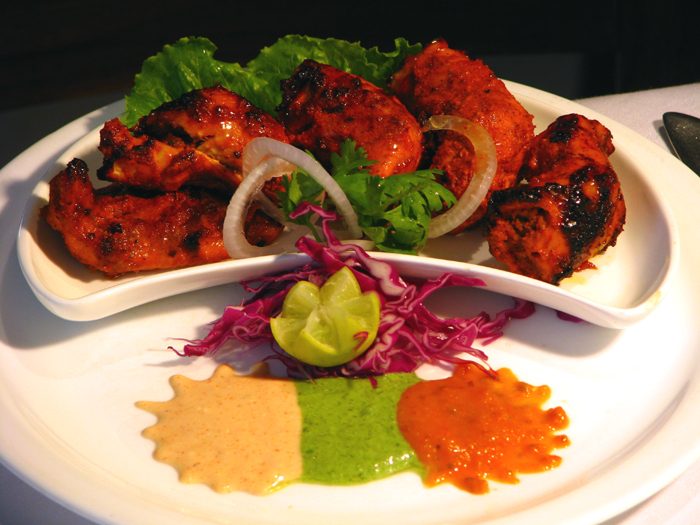
チキン・ティッカ
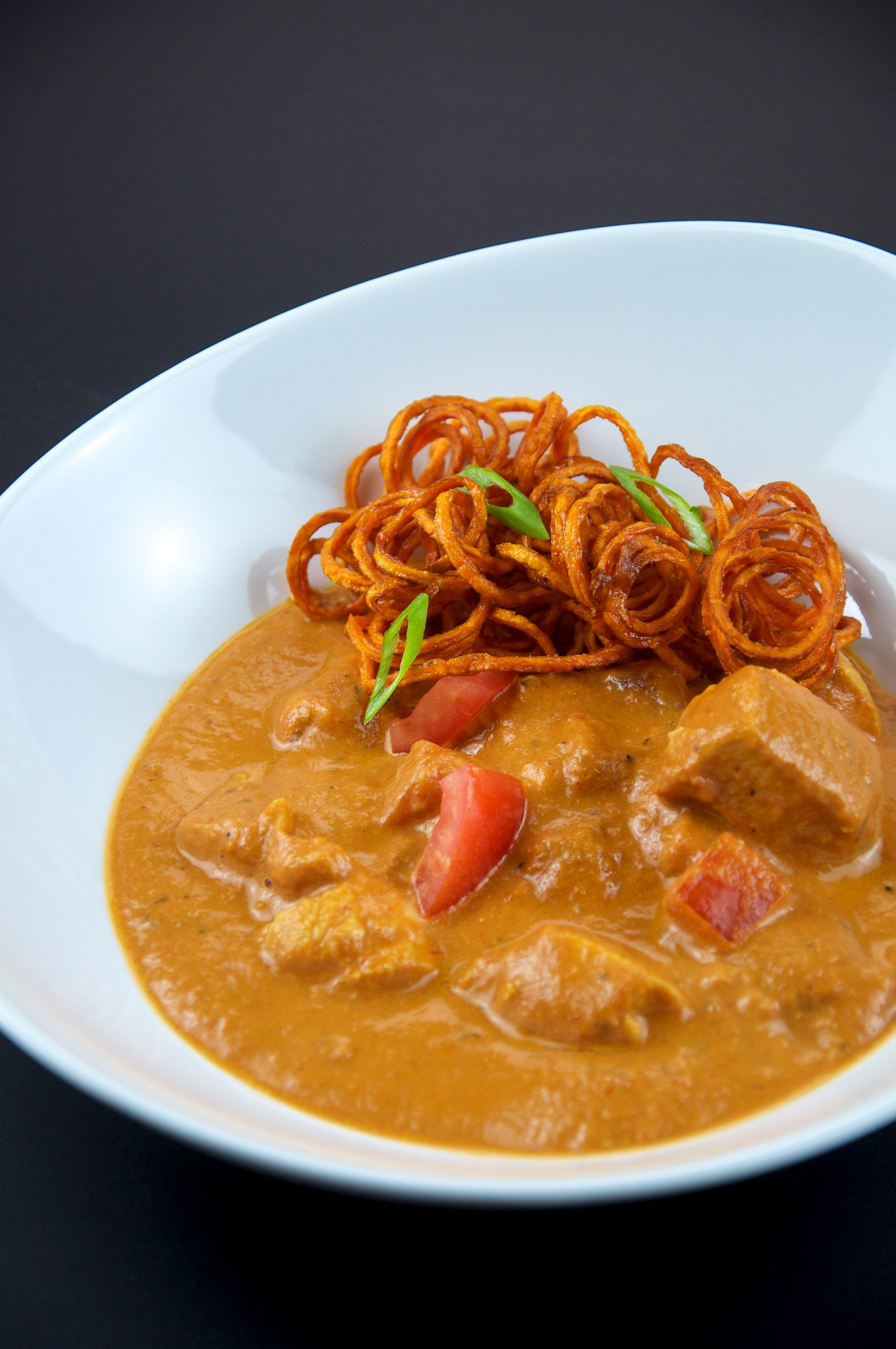
チキンティッカマサラ
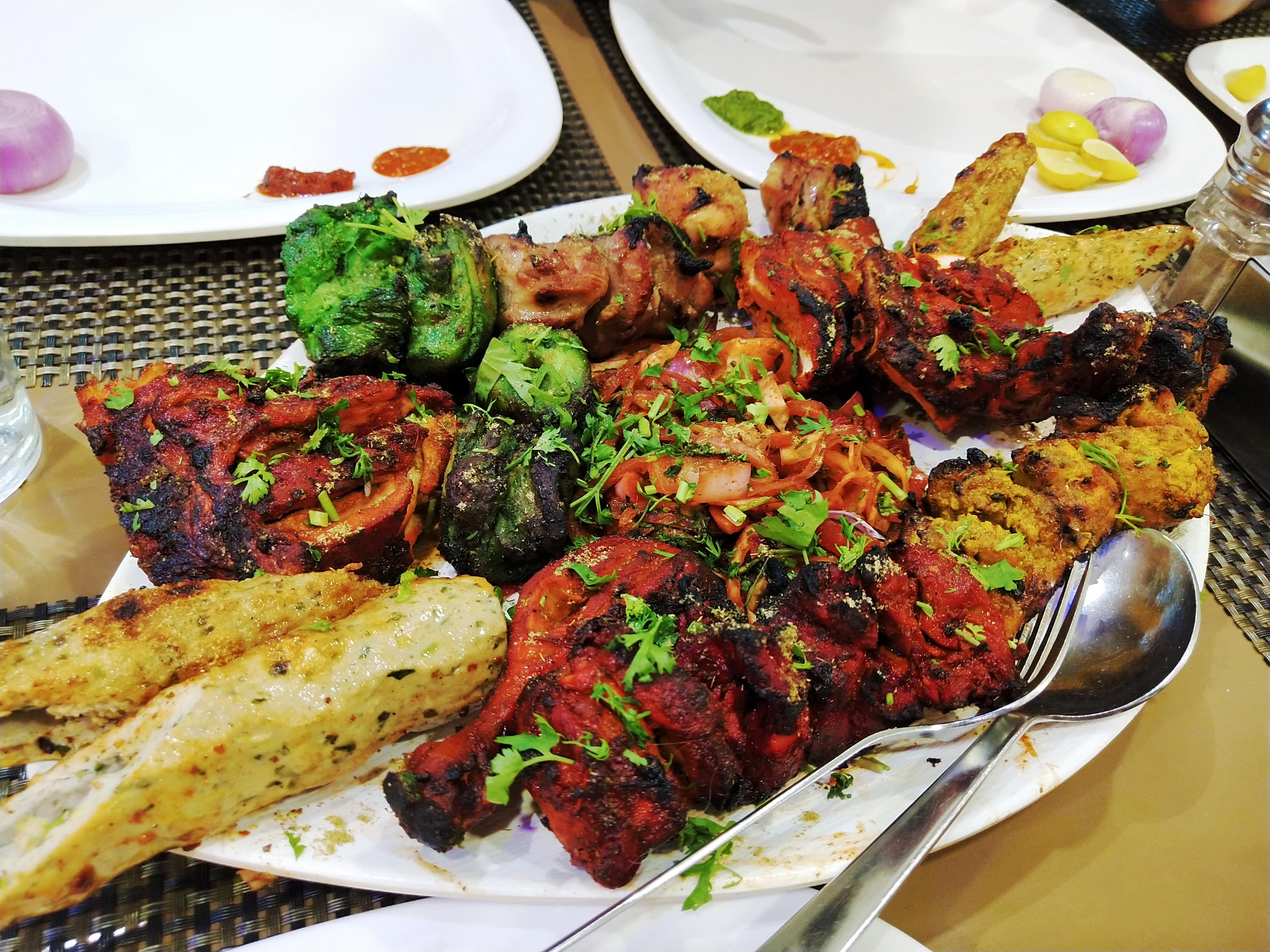
大皿に盛ったタンドーリ料理